# Strandkorg

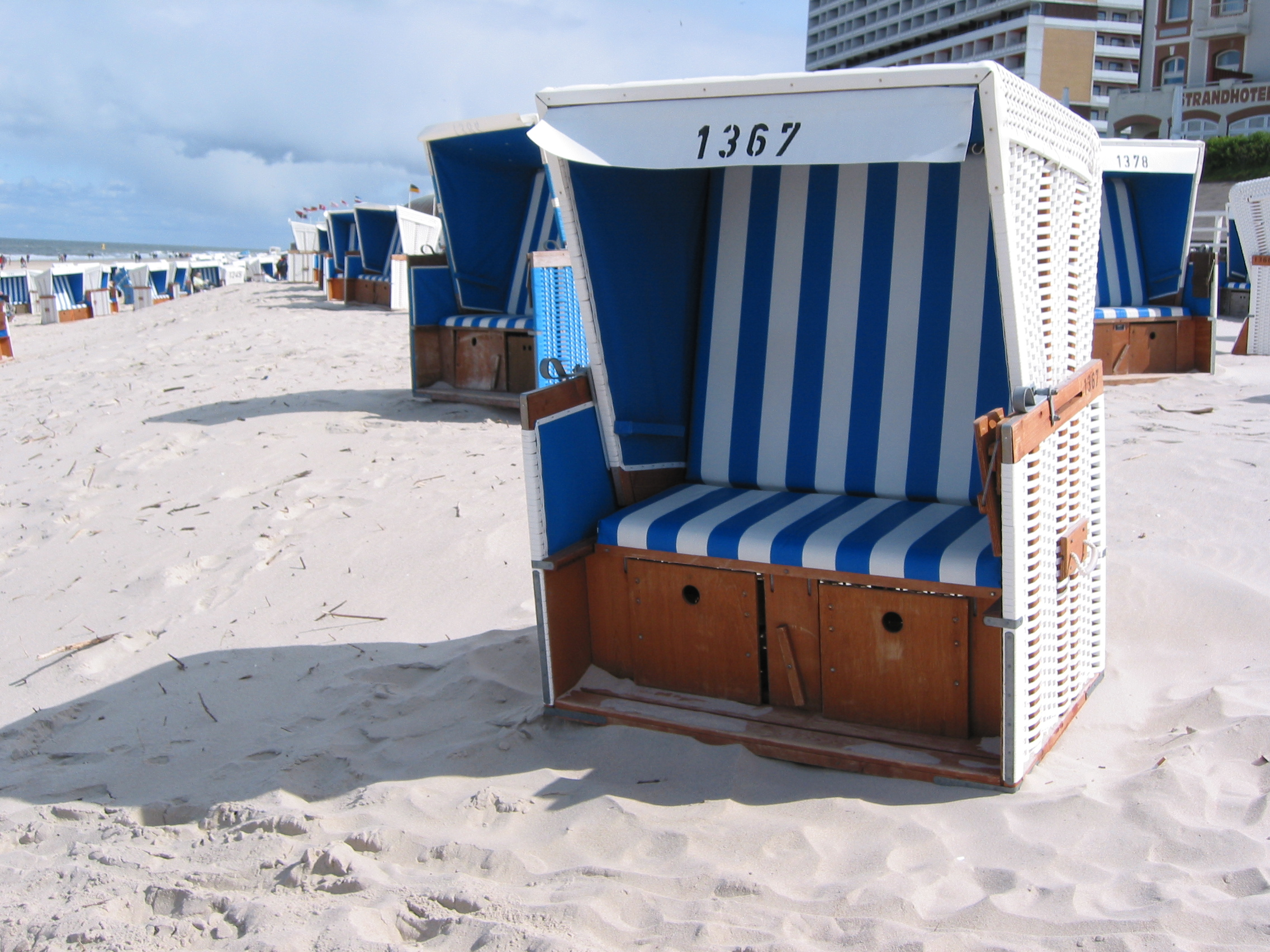
Strandkorgar på Sylt.

En strandkorg (tyska: Strandkorb, danska: strandkurv) är en sittmöbel för stranden, anpassad för att skydda mot solljus, vind, regn och sand. Strandkorgar används mest vid kuster med stark vind och de förknippas särskilt med den tyska östersjö- och nordsjökusten, inte minst ön Sylt. Strandkorgar finns även i Danmark och andra europeiska länder, bland annat på de danska öarna Fanø och Rømø.
Strandkorgen uppfanns 1882 av den tyske korgmakaren Wilhelm Bartelmann.